# Thomas Pröpper
Thomas Pröpper (* 6. Oktober 1941 in Balve, Westfalen; † 10. Februar 2015 in Münster) war ein deutscher katholischer Dogmatiker und Fundamentaltheologe.

## Leben
Thomas Pröpper, Sohn des Balver Kirchenmusikdirektors Theodor Pröpper, studierte Theologie in München, Münster und Paderborn. 1968 empfing er die Priesterweihe für das Erzbistum Paderborn.
Nach seiner Vikariatszeit wurde er ab 1971 zu weiteren Studien in Tübingen freigestellt. Er war dort von 1974 bis 1981 Assistent bei Walter Kasper. Von 1983 bis 1988 war Pröpper wissenschaftlicher Angestellter an der Universität Paderborn. Pröpper hatte von 1988 bis zu seiner krankheitsbedingten vorzeitigen Pensionierung im Jahre 2003 den Lehrstuhl für Dogmatik und theologische Hermeneutik an der katholisch theologischen Fakultät der Universität Münster inne. Von 2001 bis 2003 war er deren Prodekan.
Zudem wirkte er über Jahre hinweg als Prediger in der katholischen Universitätskirche (Dominikanerkirche Münster). Ein Teil seiner Predigten wurde in Zeitschriftenbeiträgen und in einem eigenen Buch veröffentlicht.
Am 22. November 2011 wurde ihm die Ehrendoktorwürde der Theologischen Fakultät der Universität Freiburg verliehen.

## Zur Theologie
Pröpper versucht, eine transzendentale Analyse der Freiheit als Denkmodell des christlichen Glaubens auszuwerten. Sein Interesse gilt besonders der Soteriologie (Theologie der Erlösung), der Gnadenlehre, der Christologie und der theologischen Anthropologie. Sein theologischer Ansatz versucht, die anthropologische Wende, die Karl Rahner in der katholischen Theologie begonnen hat, konsequent zu Ende zu denken. Dabei vertritt er die These, dass in der menschlichen Freiheit jenes unbedingte Moment auszumachen sei, das den Menschen gott-fähig sein lässt.

## Publikationen (Auswahl)
- Der Jesus der Philosophen und der Christus des Glaubens. Ein theologisches Gespräch mit Jaspers, Bloch, Kolakowski, Gardavský, Machovec, Fromm, Ben-Chorin. Mainz: Matthias-Grünewald-Verl. 1976, ISBN 3-7867-0568-2.
- Gottes Ja – unsere Freiheit. Theologische Betrachtungen. Mainz: Matthias-Grünewald-Verlag 1983, ISBN 3-7867-1081-3.
- Erlösungsglaube und Freiheitsgeschichte. Eine Skizze zur Soteriologie. München: Kösel 1985 (2., wesentl. erw. Aufl. München: Kösel 1988), ISBN 3-466-20272-8 (Dissertation).
- Erstphilosophischer Begriff oder Aufweis letztgültigen Sinnes? In: Bernd Jochen Hilberath (Hrsg.): Denken nach Karl Rahner. Theologische Quartalschrift 174 (1994),4, S. 257–303, ISSN 0342-1430.
- mit Gerhard Larcher, Klaus Müller (Hrsg.): Hoffnung, die Gründe nennt. Zu Hansjürgen Verweyens Projekt einer erstphilosophischen Glaubensverantwortung. Regensburg: Friedrich Pustet 1996, ISBN 3-7917-1508-9.
- Evangelium und freie Vernunft. Konturen einer theologischen Hermeneutik. Freiburg im Breisgau u. a.: Herder 2001, ISBN 3-451-27562-7.
- Theologische Anthropologie. 2 Bände. Freiburg im Breisgau: Herder 2011, ISBN 978-3-451-32267-9 und ISBN 978-3-451-34123-6.
- Gottes Freundschaft suchen. Predigten, geistliche Gedanken und Gebete, hg. von Klaus Müller. Regensburg: Pustet 2016 ISBN 978-3-7917-2733-2